# Jana Stryková
Jana Stryková (* 22. dubna 1979 Brno) je česká herečka.

## Životopis
Vystudovala činoherní herectví na pražské DAMU, absolvovala v roce 2003. Její první stálé angažmá bylo v Divadle F. X. Šaldy v Liberci (2003 až 2004). Poté byla postupně členkou tří pražských divadel. V Divadle Rokoko působila za uměleckého vedení Tomáše Svobody od roku 2005 do roku 2006. V následujících letech patřila k nejobsazovanějším herečkám souboru Švandova divadla. Od roku 2010 byla stálou členkou Divadla na Vinohradech. Dále spolupracovala s řadou divadel (Divadlo Palace, Divadlo Ungelt, Divadlo Viola, A Studio Rubín, Státní opera Praha, Národní divadlo, Divadlo Bolka Polívky a další), hrála i na Letních shakespearovských slavnostech, účastnila se řady dalších experimentálních divadelních projektů. Od 1. srpna 2017 je členkou souboru Činohry Národního divadla.
Natočila několik televizních filmů a seriálů, pracuje v rozhlase i v dabingu.
Jejím partnerem je zvukař Matěj Matuška, vnuk zpěváka Waldemara Matušky. Mají syna Jáchyma (* 28. března 2014).

## Divadelní role
- 2006 Roland Schimmelpfennig: Žena z dřívějška, Tina, Švandovo divadlo, režie Michal Lang
- 2006 František Langer: Periférie, Anna, Švandovo divadlo, režie Daniel Hrbek
- 2006 Patrik Hartl: Možná přijde i Woody, Divadlo Viola, režie Patrik Hartl
- 2007 Antonio Fava: Bomby, prachy a láska, Freak, Švandovo divadlo, režie Antonio Fava
- 2008 Gabriela Preissová: Její pastorkyňa, Jenůfa, Švandovo divadlo, režie Michal Lang
- 2008 Michail J. Lermontov: Maškaráda, Nina, Švandovo divadlo, režie Radovan Lipus
- 2008 William Shakespeare: Komedie omylů, Luciana, Letní shakespearovské slavnosti, režie Ivan Rajmont
- 2008 Petr Kolečko: Soprán ze Slapské přehrady, A Studio Rubín, režie Tomáš Svoboda
- 2009 William Shakespeare: Mnoho povyku pro nic, Beatrice, Švandovo divadlo, režie Michal Lang
- 2009 Lukas Bärfuss: Autobus, Erika, Švandovo divadlo, režie Michal Lang
- 2010 Henrik Ibsen: Heda Gablerová, Heda Tesmanová, Švandovo divadlo, režie Daniel Špinar
- 2010 Franz Kafka: Zámek, Frída, Divadlo na Vinohradech, režie Natália Deáková
- 2010 Petr Kolečko: Úl, Rosnička, A Studio Rubín, režie Thomas Zielinski
- 2010 Petr Kolečko: Kauza Médeia, Médeia, A Studio Rubín, režie Daniel Špinar
- 2011 William Shakespeare: Caesar, Porcie, Divadlo na Vinohradech, režie Martin Stropnický
- 2011 Vanda Hybnerová: Pokoj, Divadlo Bolka Polívky, Toyen, režie Vanda Hybnerová
- 2011 William Shakespeare: Zkrocení zlé ženy, Kateřina, Letní shakespearovské slavnosti, režie Daniel Špinar
- 2011 Molière: Tartuffe, Elmíra, Divadlo na Vinohradech, režie Štěpán Pácl
- 2011 Petr Kolečko: Vejce, A Studio Rubín, režie Tomáš Svoboda
- 2011 Neil Simon: Apartmá v hotelu Plaza, Jean McCormacková, Divadlo na Vinohradech, režie Martin Stropnický
- 2011 Petr Kolečko: Kauza Maryša, A Studio Rubín, režie Daniel Špinar
- 2012 Woody Allen: Mocná Afrodité, Amanda, Divadlo na Vinohradech, režie Natália Deáková
- 2012 Frank Loesser: Jak udělat kariéru snadno a rychle, Hedy, Divadlo na Vinohradech, režie Radek Balaš
- 2012 Josef Topol: Kočka na kolejích, Évi, Divadlo na Vinohradech, režie Michal Pavlík
- 2000 H.v.Hofmannstahl: Kristinčin návrat, Tereza, Stavovské divadlo, režie Ivan Rajmont
- 2016 Jane Austinová: Pýcha a předsudek, Jane, Národní divadlo, režie Daniel Špinar
- 2016 A. P. Čechov: Tři sestry, Máša, Stavovské divadlo, režie Daniel Špinar
- 2018 Stefan Zweig: Netrpělivost srdce, Stavovské divadlo, režie Daniel Špinar
- 2018 Moira Buffini: Vítejte v Thébách, Eurydika, prezidentka Théb, Stavovské divadlo, režie Daniel Špinar
- 2019 K. H. Hilar, Daniel Špinar: Za krásu, účinkující, Nová scéna, režie Daniel Špinar
- 2019 Molière: Misantrop, Elianta, Stavovské divadlo, režie Jan Frič
- 2019 Sofoklés: Král Oidipús, Iokasté, Národní divadlo, režie Jan Frič

## Práce pro rozhlas
- 2006 Petr Pýcha - Jaroslav Rudiš: Léto v Laponsku. Roadstory o cestě na sever. Rozhlasová úprava Petr Mančal, Kateřina Rathouská, Jaroslav Rudiš a Petr Pýcha. Dramaturgie Kateřina Rathouská. Režie Petr Mančal. Osoby a obsazení: Leoš (Martin Myšička), Lucie (Jana Stryková), matka (Hana Maciuchová), muž/otec (Jiří Ornest), Orion (Ivan Řezáč) a hlas (Tobiáš Jirous). Český rozhlas.[4]

## Televize
- 2011–2016: Ordinace v růžové zahradě – zdravotní sestra Kateřina Vránová
- 2018: Modrý kód – MUDr. Nina Mrázová, chirurg, expřítelkyně MUDr. Davida Hofbauera
- 2019–2021: Slunečná – Petra Slaninová
- 2021: Pan profesor – Natálie (matka Patrika)
- 2022: Dobré zprávy – Sofie Kuncová